# Nevado de Longaví
Le Nevado de Longaví est un stratovolcan du Chili.